# Paolo Giordano (écrivain)
Pour les articles homonymes, voir Giordano et Paolo Giordano.
Œuvres principales
- La Solitude des nombres premiers

Paolo Giordano (né le 19 décembre 1982 à Turin) est un écrivain italien contemporain. En 2008, le prestigieux prix Strega lui est attribué pour son premier roman, La Solitude des nombres premiers, dont il est le plus jeune lauréat.

## Biographie
Paolo Giordano vit seul à San Mauro Torinese dont il est originaire. Son père est gynécologue et sa mère enseignante d'anglais. Diplômé au lycée public scientifique « Gino Segré », à Turin, il présente une thèse en physique des interactions fondamentales à l'université de Turin, où il étudie les propriétés des quark bottom.
Auteur du roman La Solitude des nombres premiers (La solitudine dei numeri primi) édité par Mondadori en janvier 2008, il remporte la même année le prix Campiello « première œuvre » et le prix Strega : à 26 ans, il devient le plus jeune auteur à être couronné de ce prix majeur de la littérature italienne. En janvier 2010, le classement de plusieurs magazines dédiés à l'édition, dont Livres-Hebdo en France et The Bookseller (en) en Grande-Bretagne, le place à la quatrième place des écrivains de fiction les plus vendus en Europe en 2009. En 2012, les ventes de son premier roman dépassent les deux millions d'exemplaires, rien qu'en Italie, et le livre est traduit en une vingtaine de langues.
En octobre 2012, Mondadori publie son second roman, Il corpo umano, traduit en français par Nathalie Bauer sous le titre Le Corps humain (Seuil, 22 août 2013).

## Œuvres
- La Solitude des nombres premiers [« La solitudine dei numeri primi »], Paris, Seuil, 2009, 328 p.  (ISBN 978-2-02-098260-3)
- Le Corps humain [« Il corpo umano »], Paris, Seuil, 2013, 418 p.
- Les Humeurs insolubles [« Il nero e l'argento »], Paris, Seuil, 2015, 144 p. (Einaudi, 2014)
- Dévorer le Ciel [ « Divorare il cielo »], Paris, Seuil, 2019, 464 p. (Einaudi, 2018)  (ISBN 978-2021220759)
- Contagions [ « Nel contagio »], Paris, Seuil, 2020, (Einaudi, 2020)  (ISBN 978-2021465761) lire en ligne
- Tasmania, (Einaudi, 2022), traduction Nathalie Bauer, Paris, Le Bruit du monde, 2023, 336 p.  (ISBN 978-2-49320-664-0)